# Sambódromo do Parque da Estação
O Sambódromo do Parque da Estação (Sambódromo del Parque de la Estación) é um sambódromo argentino, localizado na cidade de Mercedes, na província de Corrientes, Argentina.
Foi projetado pelo arquiteto Aldo Juárez e aberto em 2015, sendo um dos maiores espaços para grandes eventos ao ar livre da cidade. Foi construído numa área com construções abandonadas que foi recuperada se tornando um local para atividades sociais, culturais e recreativas. É usado principalmente no carnaval, onde recebe os desfiles das escolas de samba locais. A pista tem 300 metros de comprimento e 8,4 metros de largura.